# Wieżyczka Bristol Type 120

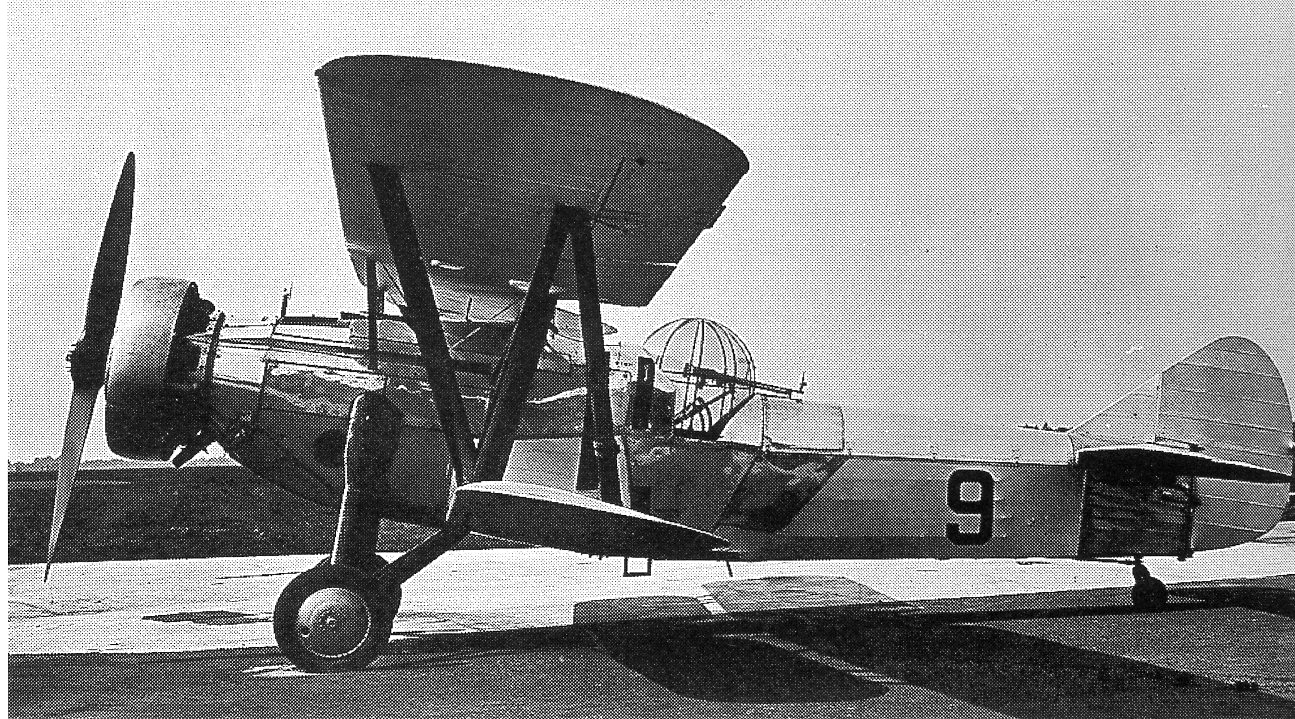
Samolot Bristol type 120 z widoczną tylnym stanowisku wieżyczką strzelecką

Wieżyczka Bristol Type 120 – pierwsza napędzana ręcznie, brytyjska wieżyczka strzelecka zaprojektowana do samolotu Bristol Type 120, znana popularnie jako parrot cage (dosł. „klatka na papugę”).

## Historia
Na początku lat 30. w Wielkiej Brytanii rozpoczęto, niezależnie od siebie, prace nad nowym typem lotniczych stanowisk strzeleckich mających zastąpić używane dotychczas otwarte stanowiska z karabinami maszynowymi poruszanymi wyłącznie siłą ludzkich mięśni.  Dotychczas używane rozwiązania takie jak obrotnica Scarffa stawały się coraz trudniejsze do użycia w miarę wzrostu prędkości uzyskiwanych przez ówczesne samoloty.  Jednym z pierwszych, użytych w praktyce rozwiązań tego typu i pierwszą ręczną wieżyczką zaprojektowaną dla RAF-u była wieżyczka samolotu Bristol Type 120.
W odróżnieniu od kilku innych konstrukcji powstających w tym okresie, nie była to wieżyczka mechaniczna, ale raczej przeźroczysta kopuła osadzona na obrotnicy Scarffa i poruszana tak samo jak sama obrotnica siłą mięśni strzelca.  Z racji jest wyglądu, znana była popularnie jako parrot cage („klatka na papugę”.  W czasie testów wieżyczka wykazała znaczącą wyższość na nieosłoniętą obrotnica Scarffa, szczególnie przy strzelaniu w dół.